# Harsády József
Harsády József (Lepsény, 1878. szeptember 15. – Budapest, 1942. április 8.) labdarúgó, hátvéd, edző, játékvezető, posta- és távíróellenőr. A magyar labdarúgó-válogatott szövetségi kapitánya 1920-ban.

## Családja
Harsády József és Szabó Éva fiaként született. 1919. május 12-én Budapesten, a Józsefvárosban házasságot kötött a nála hét évvel fiatalabb, balassagyarmati születésű Sugár Edith posta és távíró segédtiszttel, Sugár Mór és Harstein Eszter lányával. 1928-ban elváltak.

## Pályafutása

### Klubcsapatban
1901-ben az első hivatalos bajnokságban a BTC bajnokcsapatának hátvédje. Még ez évben Klebersberg Gézával megszervezte a Postás SE labdarúgócsapatát. Első mérkőzésüket a BAK ellen sikeresen megnyerte az új csapat. Az 1902-es másodosztályú bajnokság megnyerésével, Harsády egy év kihagyás után ismét az élvonalban szerepelt.

### A válogatottban
Hivatalos mérkőzésen nem szerepelt a válogatottban, de 1901-ben két Budapest-Bécs mérkőzésen ő játszott mint jobbhátvéd.

### Edzőként
1920-ban két mérkőzésen a válogatott szövetségi kapitánya volt. Második mérkőzését, Dél-Németország ellen később nem hivatalos találkozóvá minősítették.

## Sikerei, díjai
- Magyar bajnokság
  - bajnok: 1901

## Statisztika

### Mérkőzései szövetségi kapitányként
| Magyarország | Magyarország    | Magyarország    | Magyarország    | Magyarország | Magyarország | Magyarország | Magyarország | Magyarország |
| #            | Dátum           | Helyszín        | Hazai           | Eredmény     | Vendég       | Kiírás       | Gólok        | Esemény      |
| ------------ | --------------- | --------------- | --------------- | ------------ | ------------ | ------------ | ------------ | ------------ |
| 1.           | 1920. május 2.  | Bécs, WAC-Platz | Ausztria        | 2 – 2        | Magyarország | barátságos   | -            |              |
|              | 1920. május 14. | Pforzheim       | Dél-Németország | 0 – 1        | Magyarország | barátságos   | -            |              |
|              | Összesen        |                 |                 | 1            | mérkőzés     |              | -            | gól          |

## Külső hivatkozások
- Harsády József. huszadikszazad.hu. (Hozzáférés: 2016. augusztus 5.)
- Harsády József. jvsopron.eoldal.hu. [2016. augusztus 26-i dátummal az eredetiből archiválva]. (Hozzáférés: 2016. augusztus 5.)
- Harsády József. magyarfutball.hu. (Hozzáférés: 2016. augusztus 5.)
- Harsády József játékvezetői adatlapja a Nemzeti Labdarúgó Archívum oldalán